# Kutamekar (Ciampel)
Kutamekar is een bestuurslaag in het regentschap Karawang van de provincie West-Java, Indonesië. Kutamekar telt 5869 inwoners (volkstelling 2010).